# Zipacón
Zipacón es uno de los 116 municipios del departamento de Cundinamarca, Colombia. Se encuentra ubicado en la Provincia de Sabana Occidente, a 50 km de Bogotá.
El municipio de Zipacón es llamado « La Villa Cultural de Cundinamarca» debido a su extensa historia musical, artística y cultural, reflejada en su antiguo Festival de Música Docta (o clásica), el Museo del Disco, La Sala de Música de Cámara Guillermo Uribe Holguín, su piano de cola francés marca Pleyel de 1922, su exposición permanente de pintura "Los Rostros de la Música" en la Casa de la Cultura, entre otros tesoros culturales. Es conocido también por la advocación mariana "Virgen Madre del Amor Hermoso", la cual se cree que su devoción puede mejorar las relaciones conyugales, y ayuda a los solteros que desean finalizar su soledad.  

## Toponimia

### Origen lingüístico[3]
- Familia lingüística: Chibcha
- Lengua: Muysccubun

### Significado
Zipacón puede significar "llanto del Zipa". Otro significado puede ser "aliado de nuestro padre" o "aliado del zipa". Zipacón presenta los vocablos chi-zi "nosotros", paba-pa "padre", "señor", con-kon "alianza, fuerza", "dios de la fuerza y de los terremotos". Esta voz nombró uno de los dioses más temidos y respetados por los habitantes de este territorio.
El Manuscrito 158 BNC de la Biblioteca Nacional de Colombia que probablemente es una copia encargada por José Celestino Mutis a fines del siglo XVIII, le da a la palabra cone el significado de "llanto".

### Origen / Motivación
Zipacón es el nombre original del muysca a la llegada de los conquistadores españoles. Era conocido como sitio de descanso y relajación del zipa, donde según la leyenda era un lugar de retiro espiritual visitado por el cacique. Se dice que el Zipa se retiraba a Zipacón a meditar en medio de una gran tristeza. El emblema del municipio de Zipacón incluye la frase Llanto del Zipa.

### Nombres históricos
- Hato Viejo (anterior a 1773)
- Santa Bárbara de Hatoviejo (1773)
- Pinzón (1903)

## Historia

### Época precolombina
Zipacón es el territorio del altiplano cundiboyacense en donde se han encontrado las evidencias más antiguas de agricultura y alfarería, que datan del año 1270 a. C.
Durante el dominio de la Confederación Muisca, estuvo bajo la jurisdicción del Zipazgo, y fue un punto de guarnición para espiar a los panches, que por el boquerón de este lado solían invadir frecuentemente el territorio muisca. 
Se dice que el Zipa se retiraba a Zipacón a meditar en medio de una gran tristeza, por lo que se le ha dado a la palabra Zipacón el significado de «El llanto del Zipa», frase que a su vez es emblema del escudo del municipio. A este respecto, el Manuscrito 158 BNC de la Biblioteca Nacional de Colombia, que probablemente es una copia encargada por José Celestino Mutis a fines del siglo XVIII, le da a la palabra Cone el significado de «llanto». Sin embargo, el Diccionario Chibcha de Juan Sebastian Valdivieso Teheran dice que la palabra quiere decir «Aliado de nuestro padre».

### Nuevo Reino de Granada
Zipacón fue fundado el 5 de julio de 1561. En 1576 don Gonzalo Jiménez de Quesada asigna la encomienda de Zipacón al capitán Francisco de Figueredo, con 250 o 300 indígenas a su cargo.
El 11 de noviembre de 1639 Zipacón fue erigido en Parroquia por el arzobispo de Santa Fe, Fray Cristóbal de Torres; fue primer párroco el bachiller Bernabé de Osorio, y en 1651 le sucedió fray Jerónimo de Poveda y Másmeala, que lo fue hasta 1675, año en que lo remplazó Pedro de Urretauzqui, quien duró allí treinta y tres años.
El Padre Urretauzqui desarrolló una intensa labor más allá del simple mandato espiritual. Intensificó las festividades religiosas y el comercio, pues entonces Zipacón era un punto de intercambio de productos de la tierra fría y caliente; estableció las primeras escuelas, dedicándose a la alfabetización de niños y adultos, organizó los bienes de la Parroquia, especialmente sus numerosas fincas, que puso a cargo del mayordomo don Juan Clavijo, y con su producido dotó y mejoró la estructura arquitectónica y ornamental de la Iglesia, en la que se encuentran aún algunas joyas de la pintura colonial, como el óleo de Cristo crucificado y San Juan, del siglo XVIII probablemente. 
El 2 de mayo de 1805 los cuantiosos bienes raíces de la Iglesia fueron traspasados ante notario público al prócer de Zipacón don José Antonio Rubio.
En el folleto sobre Zipacón escrito por el Padre Eugenio Andrade Valderrama, se describe a don José Antonio Rubio como uno de los primeros abanderados de la libertad de los esclavos en Colombia. Dice: 

«Al desaparecer sus padres, D. Pedro Rubio y Dña. Toribia León, convocó como primogénito a sus hermanos José, Pedro, Catalino, Josefa, Joaquina, Guadalupe y Rita, para promover la partición de los valiosos bienes heredados. Fiados en la rectitud del hermano mayor, le otorgaron pleno poder para el reparto. Fue así como el prócer distribuyó entre ellos tierras, ganados, alhajas y dineros, reservándose para sí nada más que los muchos esclavos que hacían parte del patrimonio. El reparto fue elevado a escritura pública, y a los pocos días la familia vio con asombro como José Antonio manumitía a todos los esclavos y se quedaba sin patrimonio alguno.»

Don José Antonio Rubio nació en Zipacón en 1763 y murió en 1839. Dice el citado folleto que en Jurisdicción de Zipacón se formaron los pueblos de Cachipay, Anolaima, y los de La Capilla y El Ocaso.
El padre Poveda organizó una misión en el sitio llamado La Puerta de Cachipay, y edificó una capilla en Anatolí, que es hoy vereda del municipio de La Mesa.

### Templo Doctrinero de Zipacón y su Capilla Posa

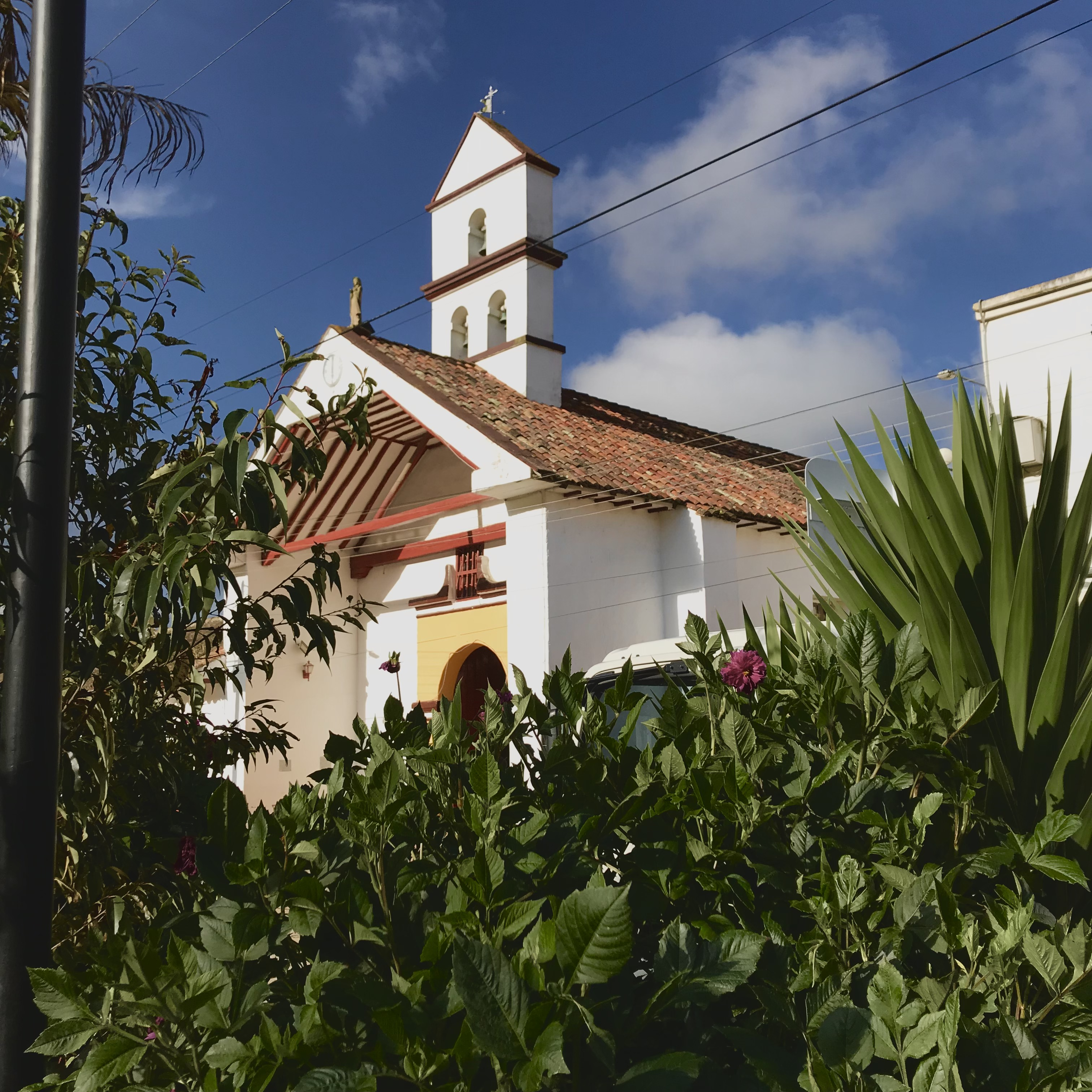
Templo Doctrinero de Zipacón, su espadaña (campanario) y jardines de la Plaza Principal

A principios del siglo XVII, el oidor de la Real Audiencia de Santa Fe de Bogotá, Diego Gómez de Mena, después de visitar las tierras de Zipacón resolvió construir un templo doctrinero, y para ello, inició el proceso de pregones donde definir las condiciones y traza con la que se debía erigir el edificio. Una vez comenzado este proceso burocrático se presentaron algunas posturas, pero poco tiempo después, el oidor y Gonzalo de Martos, en representación del encomendero Juan Clemente de Chávez, deciden firmar el contrato de construcción del templo con el cantero Domingo Moreno el día 9 de julio de 1601.
A Domingo Moreno se le facilitaba el peonaje de los indios de Zipacón sin que esto le supusiera costo alguno, ya que se consideraba que los naturales (o propios) del municipio debían ayudar en la construcción de su templo y para ello debían prestar servicio personal. Por un lado, los trabajos que debían desempeñar los indios eran: conformar los hornos donde hacer ladrillos y tejas y rehogar la cal, acarrear otros materiales a pie de obra como piedras, arena y madera, además, debían acudir a la ciudad de Santa Fe o a otras partes por la comida de Domingo Moreno y sus oficiales, o por otras cosas requeridas por ellos.
El tiempo concertado para construir el templo es de un año y medio que comenzaba a contarse a partir de la fecha de emisión de contrato de obras. Por su trabajo como maestro de obras, debía cobrar 850 pesos de oro de veinte quilates y 12 fanegas de maíz. Pero Moreno no cumpliría con los plazos de conclusión de las iglesias que se le contrataron en el año de 1601, que eran las de Bogotá, Facatativá y Zipacón, y se le terminaría arrestando. Sin embargo, poco después se le pondría en libertad tras adquirir el compromiso de acabarlas con las mismas condiciones con las que se le concertaron y siguiendo la traza dispuesta para cada una de ellas. Como único agravante, se le reduciría el tiempo de ejecución de las obras al término de tres meses. 
La construcción de este templo doctrinero resultará muy problemática y se enfrentará a muchos obstáculos que hará que se alargue su proceso de construcción a lo largo de años, e incluso décadas. El encomendero Juan Clemente de Chávez informará a las autoridades de la Real Audiencia de que el edificio no se estaba construyendo conforme a las escrituras y que la construcción era de escasa calidad. Es por ello, que por ambas partes se nombra a Francisco Delgado y a Cristóbal Serrano para que efectuaran el reconocimiento de las obras. 
El 22 de febrero de 1606 emiten su informe corroborando las palabras del encomendero Juan Clemente de Chávez. A pesar de ello, en la Real Audiencia se decide aprobar el pago de los dos primeros tercios al cantero Domingo Moreno ante la incredulidad de Chávez, por otro lado a Moreno se le urge a terminar las obras en el menor tiempo posible procurando cumplir con las condiciones pactadas. Pero el encomendero se alza en contra de estas órdenes alegando, de nuevo, que el templo presentaba problemas estructurales bastante evidentes lo que imposibilitaría cargar sobre sus muros la armadura y el tejado que aún faltaban por conformarse. Debemos esperar hasta 1610 para que se practicara una nueva inspección en las obras del templo. El oficial enviado por la Real Audiencia certificó la pésima calidad del edificio, al igual que la persona nombrada por parte del encomendero. Éste llega a solicitar el 19 de agosto de 1616 la demolición del templo y su reedificación a costa de los fiadores nombrados por Domingo Moreno. 
El 9 de octubre de 1621 los oficiales de la Audiencia, consideran juzgar y sentenciar la actuación de los responsables del trabajo de Domingo Moreno que para esas fechas ya había fallecido. Pero ante la posibilidad de fuga por parte de Luis Márquez, el principal obligado, resuelven apresarle en la cárcel real de Santa Fe hasta que resolviera la sentencia. 

Según Guadalupe Romero Sánchez, en su libro Los Pueblos de Indios en Nueva Granada, dice: 
La iglesia que actualmente puede visitarse en la plaza del pueblo de Zipacón está prácticamente intacta, aunque a lo largo de los siglos ha sufrido numerosas intervenciones y reparaciones. Su estructura general se corresponde con la descripción del contrato de obras de principios del siglo XVII y en su conjunto pueden observarse todos los elementos identificativos de esta tipología arquitectónica: el soportal, la espadaña, el coro, la armadura de par y nudillo de vigas toscas, la capilla mayor elevada y el arco toral divisorio. 
El conjunto doctrinero del municipio de Zipacón, se compone del templo y una pequeña capilla posa en el extremo nororiental de la plaza, la cual sirvió de manera religiosa a la comunidad, especialmente en Semana Santa, hasta mediados de la década de 1950, cuando fueron retiradas sus espadañas y se cubrió el antiguo soportal o atrio con el muro que conforma su frontis actualmente. Posterior a ello, la capilla tuvo muchos usos: colegio, salón de baile, cinematógrafo y desde 1983 hasta el 2009, la galería de pintura: La Ermita del Arte. Actualmente, se ha convertido en el santuario de la Virgen Madre del Amor Hermoso, con un retablo de estilo colonial pero de factura moderna, púlpito y altar.

## Geografía

### Límite Municipal
Por Ordenanza 36 de 31 de julio de 1945 se aprobaron los límites dados por el Instituto Agustín Codazzi, así:
| Noroeste: Anolaima | Norte: Facatativá (Cerro Manjuy) | Nordeste: Facatativá                       |
| Oeste: Cachipay    |                                  | Este: Bojacá (Cerros Chuscal y El Mirador) |
| Suroeste: La Mesa  | Sur: La Mesa (Río Apulo)         | Sureste: Bojacá                            |

## División Político-Administrativa

### Cabecera municipal
Su Cabecera municipal se encuentra dividida en los barrios: Villas del Zipa, La Estación, San Fortunato, Bellavista, Chicó y Berlín

### Centros poblados
Zipacón tiene bajo su jurisdicción los centros poblados: 
- Cartagena
- El Ocaso
- La Cabaña
- La Capilla
- La Estación.

#### Veredas
Además, el municipio tiene constituido las siguientes veredas: Chuscal, El Chircal, Laguna Verde, Paloquemado, Pueblo Viejo, Rincón Santo, San Cayetano.

## Movilidad
A Zipacón se llega por Soacha desde la Avenida Indumil en variante de Mondoñedo por Tena hasta el sector de la Gran Vía antes de La Mesa, pasando por la apte oriental de esta última hacia el norte, pasando hacia el centro poblado de El Ocaso bordeando el río Apulo hasta bifurcarse al norte hacia el casco urbano zipaconés.
También se llega desde el oriente por Facatativá desde la Troncal de Occidente (sector de El Corzo) procedente de Bogotá (Avenida Centenario hasta el río Bogotá), hasta el casco urbano zipaconés.

## Cultura
En el año 1975, Carlos Pinzón Moncaleano, hombre de comunicaciones; presentador de varios programas de televisión y cofundador de la cadena radial colombiana Caracol, llegó a Zipacón por recomendación de su hermano, el caricaturista y pintor Roberto Pinzón Moncaleano, puesto que en aquel momento, se estaban organizando las fiestas de celebración con motivo de los 400 años de la fundación del municipio, que se cumplían el 5 de julio del año siguiente. Al llegar, Pinzón se "enamoró a primera vista" del municipio; al cual bautizó poco después como "El pequeño Salzburgo de la Sabana" puesto que, para aquella celebración, él invitó a la Orquesta Filarmónica de Bogotá y a la Sociedad Coral Bach, quienes interpretaron en el antiguo templo colonial, la Novena Sinfonía de Beethoven, con una gran acogida tanto por las personas no residentes en el municipio, como las propias. Allí se dio comienzo, en junio del año 1977 al Festival Musical de Zipacón, uno de los festivales de música más antiguos de Colombia, y el primero en un pueblo tan pequeño como este.

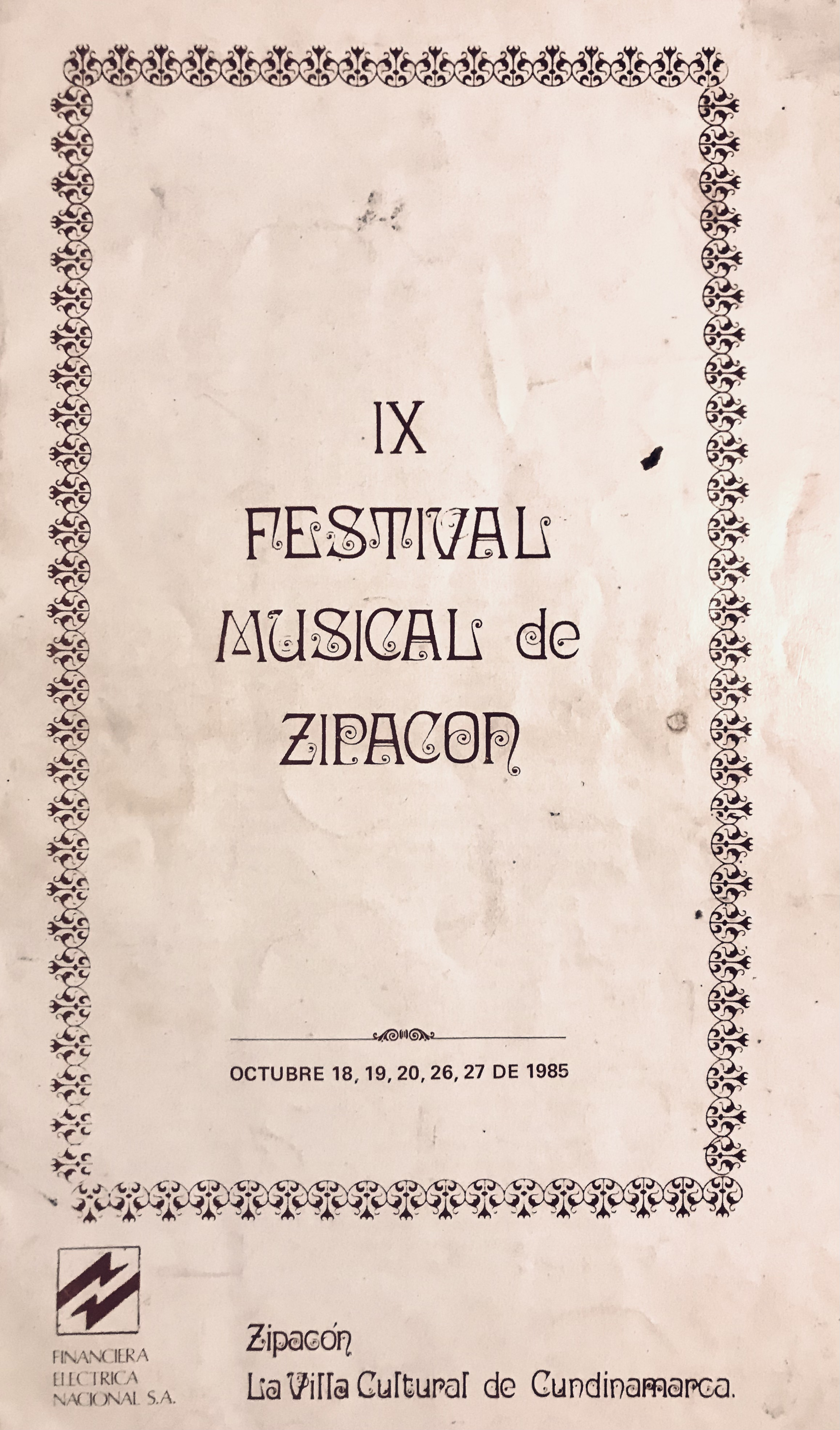
Tapa del programa de mano del IX Festival Musical de Zipacón

En las notas al programa de mano del noveno Festival Musical, el mismo Carlos Pinzón relata brevemente la historia del mismo:   
En 1976 celebramos dignamente los 400 años de la Fundación de Zipacón. La hermosa iglesia doctrinera se atestó de vecinos e invitados para admirar a la Orquesta Filarmónica de Bogotá, a la tradicional Sociedad Coral Bach, dirigidas por el tempranamente desaparecido maestro norteamericano, Marshall Stith, en la monumental NOVENA SINFONÍA de Beethoven. En ese momento, bajo el impacto siempre renovado de la música del *gran maestro*, se nos ocurrió la ambiciosa idea: fundar... promover... realizar un festival permanente de música culta . Y al año siguiente fue una bella realidad. Cinco conciertos abrieron el camino y de nuevo la iglesia se animó de caras campesinas ingenuas y respetuosas y los directores y solistas comentaron: "increíble, es el mejor público de Colombia". Y dos años después la apertura de nuestra maravillosa Sala para la música de Cámara "Guillermo Uribe Holguín", y ahora, en el marco del IX Festival con ocho conciertos de la más alta jerarquía, la inauguración de la impresionante Concha Acústica. Y Zipacón se convierte así, gracias al esfuerzo común del Gobierno, de los habitantes todos, del Concejo y de la "Fundación Amigos de Zipacón" en el municipio de Colombia mejor dotado , espiritual y materialmente, para el ejercicio más bello del arte: LA MÚSICA!   

Carlos Pinzón, octubre de 1985.
Posteriormente, en 1978, el gobernador de Cundinamarca, Gabriel Melo Guevara, le otorgó a Zipacón por decreto el sobrenombre de "Villa Cultural de Cundinamarca", puesto que para su momento, en el ámbito cultural, Zipacón, estaba muy adelantado a otros municipios tanto de la región como de Colombia. En marzo de 1983, dos grandes eventos marcaron su carácter, por una parte, la inauguración de su Sala para Música de Cámara "Guillermo Uribe Holguín", en conjunto con la galería de pintura "La Ermita del Arte", y por otra, la visita del expresidente Belisario Betancur Cuartas en mayo de ese año; en aquel momento, estaban expuestas las obras del maestro Rafael Penagos en la mencionada galería. 

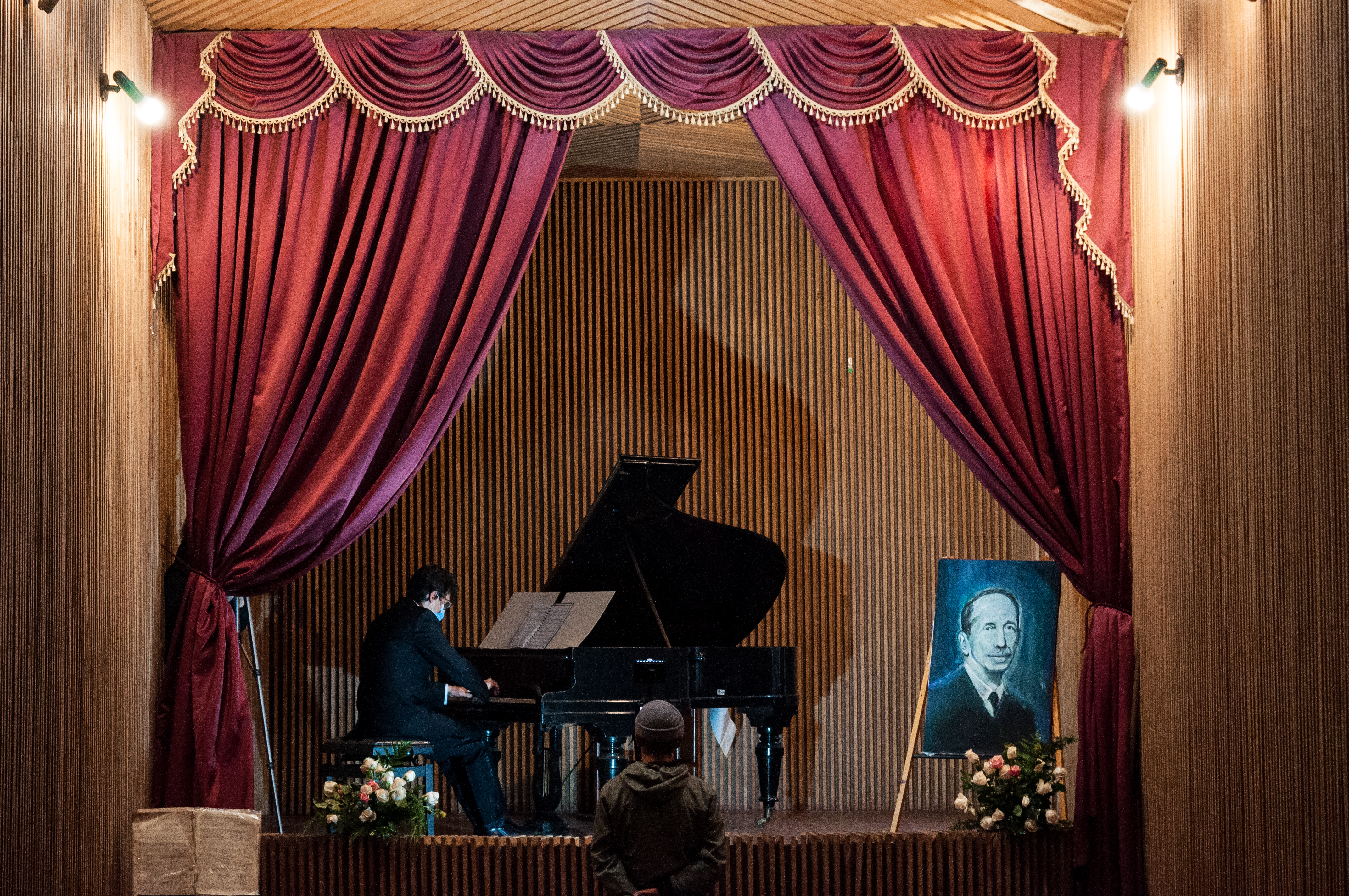
Sala de Música de Cámara "Guillermo Uribe Holguín", inaugurada el 26 de marzo de 1983. Piano Pleyel de 1922

Los artículos del diario El Tiempo, de Adriana Alfaro y Germán Santamaría publicados en marzo de 1983 pueden ayudar a comprender mejor la importancia de estos eventos para la vida de Zipacón.
Aquel año fue importante puesto que desde la inauguración de la Sala de Música, cada mes se realizaba un concierto, y por aquel escenario pasaron músicos importantes para el ámbito musical colombiano, como Adrián Chamorro y su cuarteto Uribe Holguín, el cuarteto Arte de Cámara, el cuarteto Arcos, dirigido por la maestra Ruth Lamprea, y fundado en 1970, entre otros. 
Es en 1983 cuando Carlos Pinzón y allegados al municipio, crean la Fundación Amigos de Zipacón con el fin de recaudar de manera más efectiva los recursos para los festivales y obras sociales, en lugar de continuar utilizando la Fundación Club de la Televisión, una organización con enfoque social del programa televisivo del mismo nombre que Pinzón dirigía. Después de realizar diversos eventos de índole cultural, además de reinados; bazares con productos autóctonos del municipio; proyecciones de películas con boletería y el patrocinio de muchos vecinos del municipio y amigos de Carlos Pinzón, la Fundación Amigos de Zipacón construyó: la Concha Acústica en 1985, la Casa de la Cultura en 1989, el Museo del Disco en 1995, el Museo Jaime Llano González, la sala/biblioteca Belisario Betancur en 1999 y la donación de la serie de pintura "Los Rostros de la Música" del maestro pintor Roberto Pinzón (fallecido en 2003). Todas estas colecciones se pueden encontrar en la Casa de la Cultura, y de las mismas se destacan: 
- Fonógrafo Edison con cilindro de goma laca de 1906.
- Batuta del maestro Pedro Morales Pino, utilizada en el concierto de su grupo Lira Colombiana en la Pan-American Exposition de Búfalo (Estados Unidos) en 1901.[7] Esta agrupación fue la primera estudiantina colombiana[8]
- Fortepiano de c.1853 del carpintero y lutier inglés David McCormick; uno de los 6 que hay en Colombia.
- Partitura manuscrita de la obra "Cansera" del compositor Guillermo Uribe Holguín.

Con ello, Zipacón se consolidó como La Villa Cultural de Cundinamarca", título que ha mantenido hasta la actualidad y a pesar de que muchos de sus festivales ya no se realicen, se conservan los dos más antiguos: El Festival Musical de Zipacón (renombrado "Festival de Música Clásica" en 2002) y el Festival Departamental de Danzas Folclóricas.

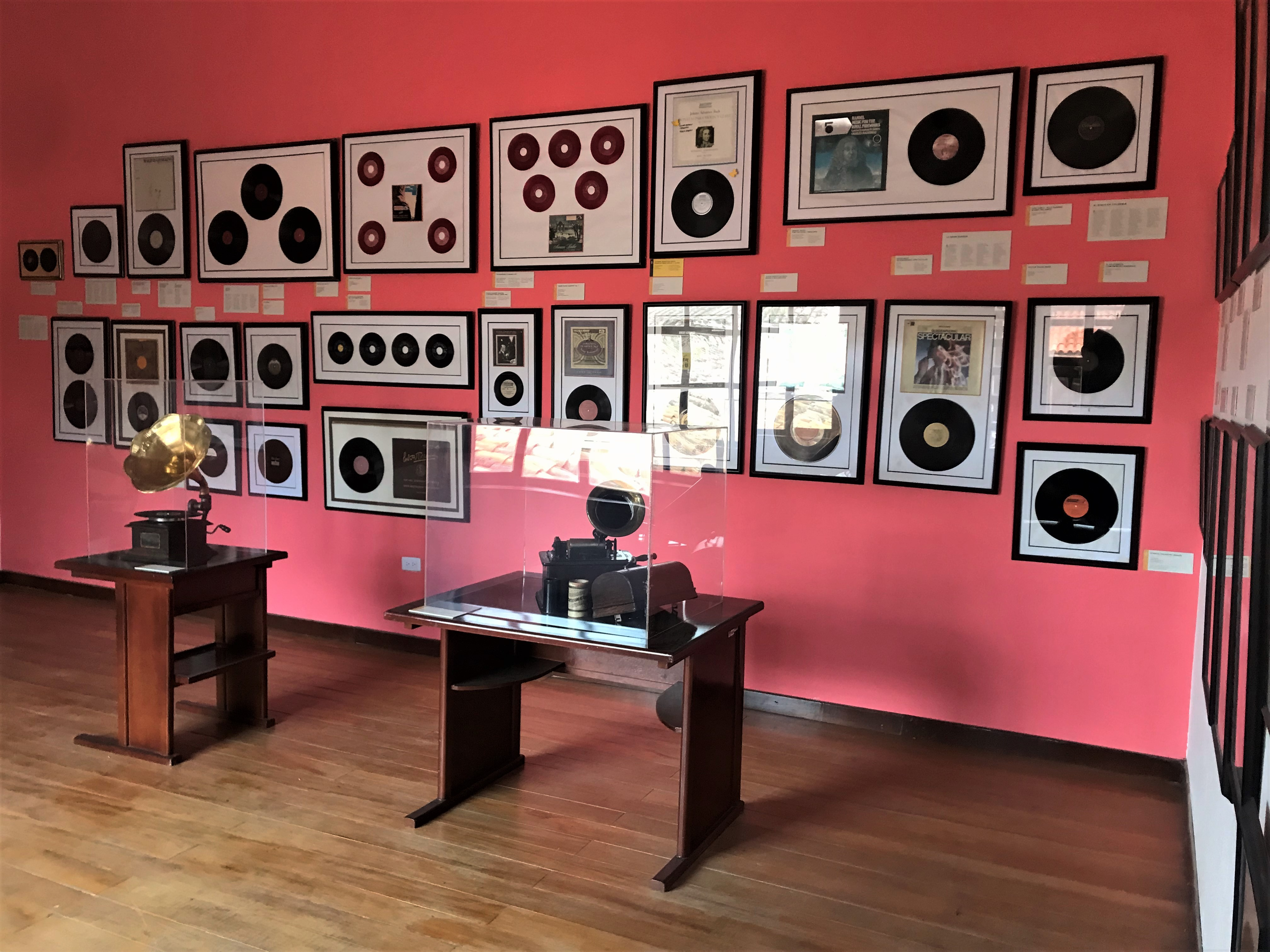
A la izquierda, gramófono RCA de 1920 y a la derecha un fonógrafo Edison de 1906. Museo del Disco, sala 1

## Sitios de interés

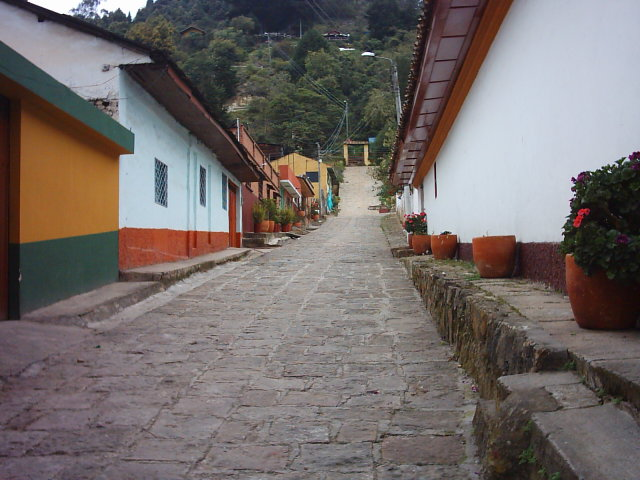
Calle de Zipacón.

- Monumentos en el Parque Principal: El Zipa, La Clave de Sol y La Bailarina son algunas de las esculturas talladas en piedra que resaltan la historia y festivales del Municipio
- Museo del Disco: Lugar en el que se expone la historia del disco, desde sus inicios hasta la actualidad. Este museo es el primero a nivel nacional y el quinto a nivel mundial.
- El cerro del Señor de los Milagros: Inaugurado por el párroco Gustavo Zamora, lugar con muchas visitas de feligreses
- Alto de La Virgen del Amor Hermoso: A finales del siglo XIX comienzos del siglo XX fueron muy populares las romerías a la Madre del Amor Hermoso, acentuándose en la década de 1940.
- Caminos Reales: Con sus rutas religiosas, arqueológicas y de aventura.

### Santuario de la Virgen del Amor Hermoso

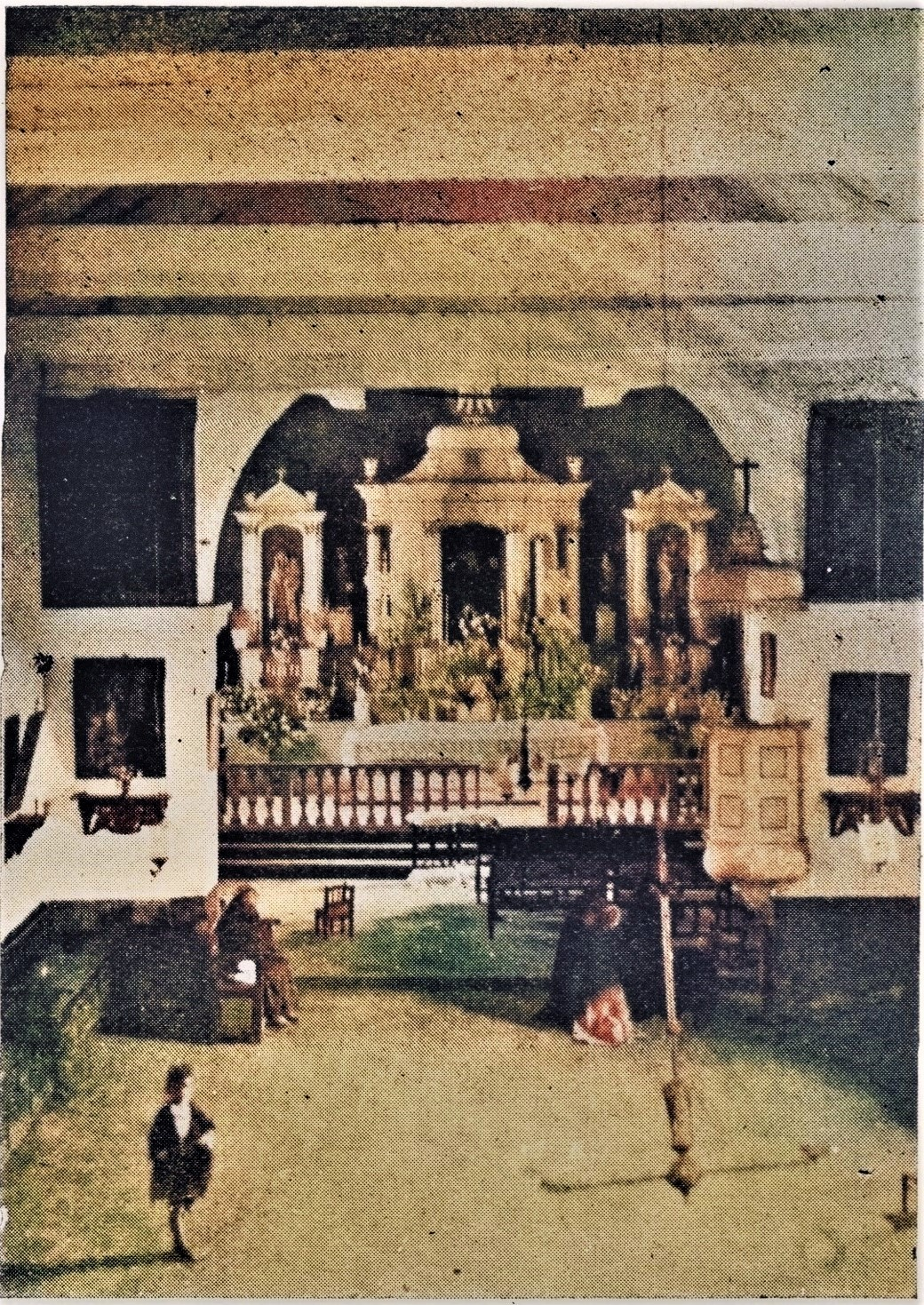
Interior del templo de Zipacón - 1924

En 1820 unos ladrones robaron un cuadro que representaba a la Sagrada Familia de Monguí y lo llevaron a Zipacón para esconderlo. Se cree que el cuadro pudo haber sido pintado por el célebre Gregorio Vázquez de Arce y Ceballos, que había vivido en tiempos del Nuevo Reino de Granada. La pintura tenía bordados de oro y plata con incrustaciones de piedras preciosas. Los ladrones escondieron el cuadro en el monte, justo en el sitio en que se encuentra hoy el Santuario.
Ese mismo año, una anciana que estaba recogiendo leña encontró la pintura y llamó a los sacerdotes del pueblo para comunicarles su descubrimiento. Los sacerdotes ordenaron la devolución del cuadro a Monguí, pero antes mandaron a hacer una escultura que fuera réplica del cuadro, así como una copia de la pintura, que hoy se encuentra en la iglesia parroquial de Zipacón. La escultura fue puesta en el mismo sitio en que fue encontrado el cuadro, y ese lugar se convirtió en Santuario por la devoción de los fieles.
Desde un principio los devotos comenzaron a agradecer milagros de amor atribuidos a la Virgen, por lo que la imagen fue conocida en Zipacón como la Virgen del Amor Hermoso, que se convirtió en patrona del municipio y de las familias en general. Aproximadamente desde 1944 el lugar es visitado principalmente por mujeres que buscan novio o esposo, aunque también por algunos hombres o por parejas que quieren fortalecer su relación. En el lugar la gente deja placas y exvotos como muestra de agradecimiento por los favores concedidos. También se le atribuyen milagros en la salud de las personas, y en la actualidad ha sido considerada como la «Patrona de las Familias», pues se dice que ha concedido muchos milagros a las familias en dificultades.
En el año 2018 regresó al pueblo, en solemne procesión, la copia del lienzo de la Sagrada Familia de Monguí, que durante muchos años estuvo fuera del municipio. El cuadro se encuentra resguardado en la parroquia de San Antonio de Padua.
El Santuario se encuentra a pocos metros del marco de la plaza, en lo alto de uno de los cerros.
El 7 de diciembre de cada año se realiza una devota peregrinación al Santuario, en donde se espera la llegada de los peregrinos con antorchas encendidas y palomas, que simbolizan la paz y el amor. También se venera el primer sábado de cada mes, y su principal celebración se realiza el último domingo de diciembre. Muchos devotos suben al cerro con la intención de rezar la novena de la Virgen.

## Himno
| - Autor: Mario Castañeda Coro Entonemos un canto glorioso a la tierra del Zipa inmortal que es remanso de paz armonioso y grandiosa Villa Cultural. I En tus campos está la esperanza, en tu gente hay virtud, libertad, pueblo hermoso te llevo en el alma como emblema de un gran despertar. II Zipacón eres llanto del Zipa tus leyendas nos dan identidad tu paisaje a los ojos nos brinda el canto de tu inmensidad. | III Eres cuna del gran José Antonio pensador de quilates sin par que forjaron su fe y patrimonio la justicia, el valor, la lealtad. IV En tu historia encontramos firmeza porque el Zipa te dio la altivez que te colma de honor y nobleza Patria amada por ti moriré. |

## Servicios públicos
- Energía Eléctrica: Enel, es la empresa prestadora del servicio de energía eléctrica.
- Gas Natural: Vanti es la empresa distribuidora y comercializadora de gas natural en el municipio.